# Béa Diallo
Pour les articles homonymes, voir Diallo.

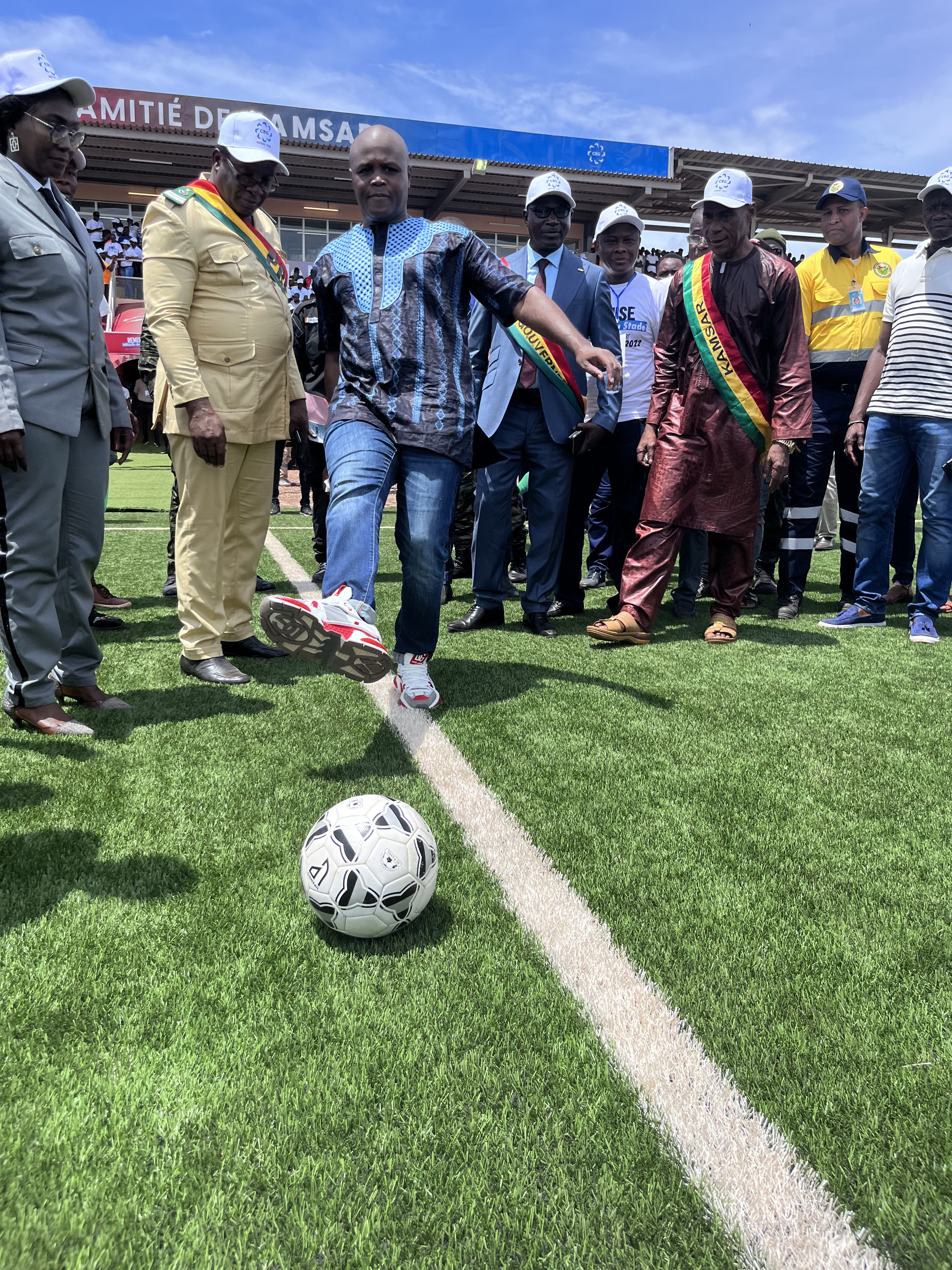
Béa Diallo au Stade de l'amitié de Kamsar en 2022.

Béa Diallo de son nom de naissance Lansana Bea Diallo, né le 7 juillet 1971 à Monrovia au Liberia. Béa Diallo est un chef d'entreprise, boxeur et homme politique belgo-guinéen.
Il est le ministre de la Jeunesse et des Sports de la Guinée dans le Gouvernement Mohamed Béavogui du 2 novembre 2021, puis celle de Bernard Goumou du 20 août 2022 au 19 Février 2024.
Il est membre du parti socialiste belge, député bruxellois durant 15 ans de 2004 à 2019 et 1er échevin d'Ixelles de 2006 à 2021.

## Biographie
Il est licencié de l’université libre de Bruxelles en économie avec une spécialisation en marketing.

## Carrière de boxeur
En 1990, il devient champion de Belgique de boxe amateur puis passe dans les rangs professionnels en 1992. Deux ans plus tard, Bea Diallo remporte le titre national des poids super-welters puis le titre de champion de Benelux en 1996. Il a également gagné à 7 reprises le titre de champion intercontinental IBF (International Boxing Federation) des poids moyens de 1998 à 2004.
En 2003 et 2005, il s'incline face à Raymond Joval (en) pour le titre de champion des poids moyens IBO et termine sa carrière par un titre de champion WBF des poids super-moyens en 2007 sur un bilan de 47 combats professionnels dont 10 pour un titre intercontinental ou mondial.
Le 11 janvier 2020, il remonte sur le ring contre  Raymond Joval dans le cadre du projet humanitaire « Fight for Africa » dans le but de récolter des fonds pour créer des centres de formation des métiers en Afrique,,,.

## Carrière politique
En 2004, le parti socialiste sollicite Lansana Bea Diallo. Son expérience de boxeur de haut niveau professionnel  lui a permis, l'année de sa première élection de rédiger l’entièreté du programme sportif. En 2006, il s’installe comme échevin dans l'une des plus grandes communes cosmopolites de Bruxelles. Durant les élections de 2018, il devient tête de liste de sa commune et reconduit son mandat de premier échevin d’Ixelles chargé des ressources humaines, pensions, finances, jeunesse, sports, emploi et insertion sociale, jumelages et coopération internationale, prévention et propreté des bâtiments.
Député du parlement de la région de Bruxelles-Capitale de 2004 en 2019, il y fait partie du comité d’avis pour l’égalité des chances entre hommes et femmes, de la commission de l’environnement, de la conservation de la nature et de la politique de l’eau et de l’énergie.
Député du parlement de la fédération Wallonie-Bruxelles  de 2004 en 2019, il est membre titulaire de la commission du sport et président de la commission des relations internationales et des questions européennes. Il est membre suppléant de la commission de la jeunesse et de l’aide à la jeunesse ainsi que du comité d’avis pour l’égalité des chances entre les hommes et les femmes. Il préside la commission santé du parlement francophone bruxellois.
En 2006, il est fait échevin à Ixelles et depuis 2015 le 1er Echevin d'Ixelles chargé des compétences suivantes : finance, personnel, pensions, prévention, jeunesse, emploi, insertion sociale, jumelages, coopération internationale, sport.
Chef de file du parti socialiste ixellois, Bea Diallo fait un score historique aux élections en tant que tête de liste et permet au parti socialiste d’obtenir 4 échevinats, la présidence du centre public d'action sociale (CPAS) et un élu en plus malgré un contexte difficile.

### Actions de soutien à l'Afrique
En parallèle de sa vie politique, Bea Diallo soutient l’Afrique dans son développement économique et social. À travers sa fondation Bea Diallo, qu’il crée en 1998, il met en place des projets humanitaires tels que la création d'une école, le développement d'infrastructures pour les jeunes et l’envoi de médicaments durant la crise de l’Ebola. En 2016, il crée son ONG RMGN (réseau mondial guinée nouvelle) dont l’objectif essentiel est de vaincre le paradoxe de la Guinée de se voir citée parmi les pays les plus pauvres au monde alors qu’il dispose de nombreuses richesses,.
Au cours de la campagne pour l'élection présidentielle en Guinée d'octobre 2020, l'homme politique belgo-guinéen a tenté à plusieurs reprises d'initier un dialogue entre Guinéens, puis d'impliquer la communauté internationale en demandant une médiation internationale.

## Ministre
Il est nommé par décret le 2 novembre 2021, ministre de la Jeunesse et des Sports de la Guinée dans le gouvernement Mohamed Béavogui en remplacement de Aissatou Baldé.
Le 19 février 2024, le gouvernement Bernard Goumou dont il est membre est dissous par le Comité national du rassemblement pour le développement (CNRD).

## Filmographie
- 2005 : Africains poids moyens de Daniel Cattier

## Voir également
- Axcel Fanca